# Neobidessus persimilis
Neobidessus persimilis là một loài bọ cánh cứng trong họ Bọ nước. Loài này werd voor het eerst wetenschappelijk beschreven in 1895 bởi Régimbart.